# Бобовка (Гомельская область)
Бобовка (бел. Бабоўка) — агрогородок в Кировском сельсовете Жлобинского района Гомельской области Беларуси.

## География

### Расположение
В 13 км на восток от Жлобина, в 7 км от железнодорожной станции Хальч (на линии Бобруйск — Гомель), в 96 км от Гомеля.

## Гидрография
Через деревню пролегает мелиоративный канал, соединенный с рекой Реповка (приток реки Днепр).

## Транспортная сеть
Транспортные связи по просёлочной, а затем автомобильной дороге Бобруйск — Гомель. Планировка состоит из прямолинейной широтной улицы, к которой с севера присоединяется одна, а с юга — пять коротких прямолинейных улиц. Застройка двусторонняя, деревянная, усадебного типа.
На новой улице, построенной в 1986 году со 100 кирпичными, коттеджного типа, домами разместились переселенцы из мест, загрязнённых радиацией в результате катастрофы на Чернобыльской АЭС, в том числе из деревни Белая Сорока Наровлянского района.

## История
Согласно письменным источникам, известна с XIX века как деревня в Рогачёвском уезде Могилёвской губернии. В 1859 году хозяин фольварка владел здесь 495 десятинами земли и трактир. С 1880 года действовал хлебозапасный магазин. Согласно переписи 1897 года находились 2 ветряные мельницы, мельница, постоялый двор. В 1909 году 652 десятины земли, в Староруднянской волости Рогачёвского уезда, построена школа.
В 1896 году в деревне найден клад 1651 года (291 монета Речи Посполитой, Испанских Нидерландов, Пруссии, Саксонии, Шведской Прибалтики).
С 20 августа 1924 года до 17 августа 1962 года центр Бобовского сельсовета Жлобинского района Бобруйского (до 26 июля 1930 года) округа, с 20 февраля 1938 года Гомельской области. В 1930 году организован колхоз «Заря». В начале Великой Отечественной войны создан отряд народного ополчения. С начала 1942 года действовала подпольная патриотическая группа под руководством Н. А. Дражнина. Оккупанты сожгли 133 двора, убили 16 жителей. Освобождена 4 декабря 1943 года. В боях около деревни в 1943 — июне 1944 года погибли 220 советских солдат и партизан (похоронены в братской могиле в центре деревни). В борьбе против оккупантов погибли 73 жителя. Центр Открытого акционерного общества «Бобовский». Отделение связи, средняя школа с музеем при ней (новое кирпичное школьное здание построено в 1987 году), библиотека, фельдшерско-акушерский пункт, детские ясли-сад, клуб.
До 4 января 2002 года в составе Майского сельсовета.

## Население

### Численность
- 2004 год — 293 хозяйства, 929 жителей.

### Динамика
- 1858 год — 4 жителя мужского пола.
- 1897 год — 60 дворов, 323 жителя (согласно переписи).
- 1909 год — 365 жителей.
- 1925 год — 87 дворов.
- 1940 год — 142 двора, 600 жителей.
- 1959 год — 396 жителей (согласно переписи).
- 2004 год — 293 хозяйства, 929 жителей.